# The Duke's Plan
The Duke's Plan é um filme mudo norte-americano de 1910 em curta-metragem, do gênero dramático, dirigido por D. W. Griffith. O filme foi produzido e distribuído por Biograph Company.
Foi estrelado por Marion Leonard, Owen Moore e Linda Arvidson. Entre os outros artistas, Grace Cunard (não confirmada) em seu primeiro filme.
Cópia do filme encontra-se conservada na Biblioteca do Congresso dos Estados Unidos.